# Наги, Мухаммед
Наги Мухаммед (араб. محمد ناجى‎; 27 января 1888, Александрия — 5 апреля 1956, Каир) — египетский живописец и график, реалист, один из основоположников египетской живописи.

## Биография
Наги Мухаммед родился 27 января 1888 года в Александрии. По образованию юрист. С 1910 по 1914 год Наги Мухаммед самостоятельно учился во Флоренции, а после 1918 года в парижской Школе изящных искусств. Он умер 5 апреля 1956 года в Каире.

## Творчество
В раннем творчестве Наги Мухаммед испытал влияние Клода Моне, а также постимпрессионистических течений и древнеегипетской живописи. В 1932 году в Александрии он основал художественное объединение «Ателье», которое стало ядром современной александрийской школы живописи. Манера письма Наги отличается широким, свободным, полным мазком кисти и кулисным построением. Многие произведения и пейзажи художника посвящены Египту. В начале 30-х гг. Наги создал большой и интересный цикл абиссинских картин. Он является автором станковых картин «Буйвол и феллах» и «Разлив Нила», которые хранятся в Музее Наги в Каире.
Наги увлекала и монументальная живопись. Он написал монументальные панно для зала заседаний Национальной ассамблеи в Александрии «Возрождение Египта», больницы Моассе в Александрии (1934) и Всемирной выставки в Париже (1937).